# Выставок
Выставок (починок, выставка, займище) — тип населенного пункта в дореволюционной России, отделённая часть села или деревни, также топоним . Название происходит от  того, что новое селение было «выставлено», его образовала крестьянская семья основного селения. В выставленных починках часто поначалу селились бобыли, не имеющие пашни. 
Выставок часто носил названия основного селения. Выделение новых выставок сопровождалось изменением в приходской системе, образовывались новые приходы.
Выставки часто упоминались в писцовых книгах  Новгородской земли ,Казанского уезда, Рязанского края

## Примеры употребления
«починок Выскид на ручью, выставок из деревни Галибесова», «Деревня Кады, малая выставка из села Кады», «починок Фадеево выставок из деревни Фадеево», «починок Сущово, выставка из Мануйловой деревни»